# Chu Yafei
Chu Yafei, född 5 september 1988, är en friidrottare från Kina. Han deltog vid olympiska sommarspelen 2008.